# کامینز، استرالیای جنوبی
کامینز (به انگلیسی: Cummins) یک شهرک در استرالیا است که در District Council of Lower Eyre Peninsula واقع شده‌است.